# Kongeligt besøg
Kongeligt besøg er en dansk film fra 1954, instrueret af Erik Balling.
- Manuskript Erik Balling og Palle Lauring.

## Medvirkende
- Ib Schønberg
- Grethe Thordahl
- Bent Christensen
- Gabriel Axel
- Johannes Meyer
- Kai Holm
- Frits Helmuth
- Preben Lerdorff Rye
- Henry Lohmann
- Karl Stegger
- Kate Mundt
- Betty Helsengreen
- Victor Montell
- Bjørn Watt Boolsen
- Caja Heimann
- Aage Winther-Jørgensen
- Bjørn Puggaard-Müller
- Carl Ottosen
- Miskow Makwarth
- Bjørn Spiro